# Electric Electric
Electric Electric est un groupe de rock indépendant français, originaire de Strasbourg. Il est composé de Eric Bentz à la guitare et au chant, de Vincent Redel à la batterie et de Vincent Robert aux claviers et au chant.

## Biographie
Le groupe est formé en 2004 à Strasbourg par Éric Bentz (guitare, voix), Vincent Robert (clavier, voix) et Vincent Redel (batterie). Le groupe se fait rapidement connaitre et joue à des festivals tels que le ZXZW de Tilbourg, aux Pays-Bas, aux Eurockéennes de Belfort, à la Route du Rock, au Jazz à Mulhouse, Les Rockomotives, Musiques Volantes, South by Southwest (US) et Pop Montréal (Canada). 
Electric Electric publie son premier album, intitulé Sad City Handclappers, en 2008. Ils signent à l'agence indépendante française Murailles Music, et publient en 2012 un deuxième album intitulé Discipline.
Le 23 septembre 2016, le groupe publie son troisième album studio, intitulé III, aux labels Murailles Music et Kythibong. Pour Libération, « À l'instar de Battles ou Lightning Bolt, leurs cousins américains les plus réputés, leurs explorations [d'Electric Electric] très énergiques et rigoristes des interstices du riff et du boucan leur vaut une réputation excellente et un suivi très dévoué dans les undergrounds du monde entier. » Le mois suivant, en octobre 2016, le groupe participe aux 30 ans du festival Rockstore.